# Idioma marshalés
El idioma marshalés (marshalés: Kajin M̧ajeļ), maryalés, o ebon es una lengua austronesia de la rama malayo-polinesia hablada en la República de las Islas Marshall, donde tiene estatus de lengua oficial. 

## Descripción lingüística

### Fonología
El marshalés tiene 22 consonantes:
|             |         | Bilabial | Bilabial | Dental | Dental | Dental   | Palatal | Velar | Velar   |
| palatal     | velar   | palatal  | velar    | labial | velar  | labial   | Palatal |       |         |
| Sorda       | Sorda   | p /pʲ/   | b /bˠ/   | j /tʲ/ | t /tˠ/ |          |         | k /k/ | kw /kʷ/ |
| Nasal       | Nasal   | m /mʲ/   | m̧ /mˠ/   | n /nʲ/ | ņ /nˠ/ | ņw /nˠʷ/ |         | n̄ /ŋ/ | n̄w /ŋʷ/ |
| Rótica      | Rótica  |          |          | r /rʲ/ | d /rˠ/ | dw /rˠʷ/ |         |       |         |
| Aproximante | central |          |          |        |        |          | y /j/   | ? /ɰ/ | w /w/   |
| Aproximante | lateral |          |          | l /lʲ/ | ļ /lˠ/ | ļw /lˠʷ/ |         |       |         |